# Uhra-Beata Simberg-Ehrström
Uhra-Beata Simberg-Ehrström, född 2 december 1914 i Helsingfors, död där 27 februari 1979, var en finländsk textilkonstnär. Hon var dotter till målaren Hugo Simberg.
Simberg-Ehrström utexaminerades 1935 från Konstindustriella läroverket och verkade sedan som konstnärlig rådgivare vid ett flertal företag i textilbranschen, bland annat Finska handarbetets vänner och Oy Finlayson-Forssa Ab. Hon skapade sig ett namn främst som ryakonstnär med sina abstrakt mönstrade ryor, som präglas av en jordnära, mjuk och diskret kolorit. Hon utförde även ylletyger, plädar och kyrkliga textilier.
Simberg-Ehrström tillhörde det internationellt uppmärksammade finländska konstnärsgarde som firade triumfer bland annat vid triennalerna i Milano i slutet av 1950-talet och början av 1960-talet; själv erövrade hon den förnämsta utmärkelsen, Grand Prix, 1957. År 1967 mottog hon Pro Finlandia-medaljen.
Hon är representerad bland annat på Nationalmuseum i Stockholm.

### Uppslagsverk
- Simberg, Uhra i Uppslagsverket Finland (webbupplaga, 2012). CC-BY-SA 4.0